# Joseph Kornhäusel
Joseph Georg Kornhäusel (né le 13 novembre 1782 à Vienne, mort le 31 octobre 1860 à Vienne) est un architecte autrichien. Il est considéré comme un grand architecte de la première moitié du XIXe siècle, l'un des plus importants représentants autrichiens du Biedermeier.

## Biographie
Joseph Georg Kornhäusel apprend d'abord le métier de maçon auprès de son père, maître d'œuvre, puis de Joseph Reymund. Il se décide à suivre des études d'architecture et s'inscrit à l'école de Vienne.
En 1812, il travaille auprès de l'architecte Joseph Hardtmuth. En 1818, il voyage à travers l'Europe.
En 1820, il est consacré pour son chef-d'œuvre, le château de Weilburg à Baden (qui sera détruit en 1945). Kornhäusel construira essentiellement des résidences bourgeoises. Il s'ouvre ensuite peu à peu des projets de plus grande taille comme des monastères ou des théâtres.
Il prend sa retraite en 1842.

## Œuvre

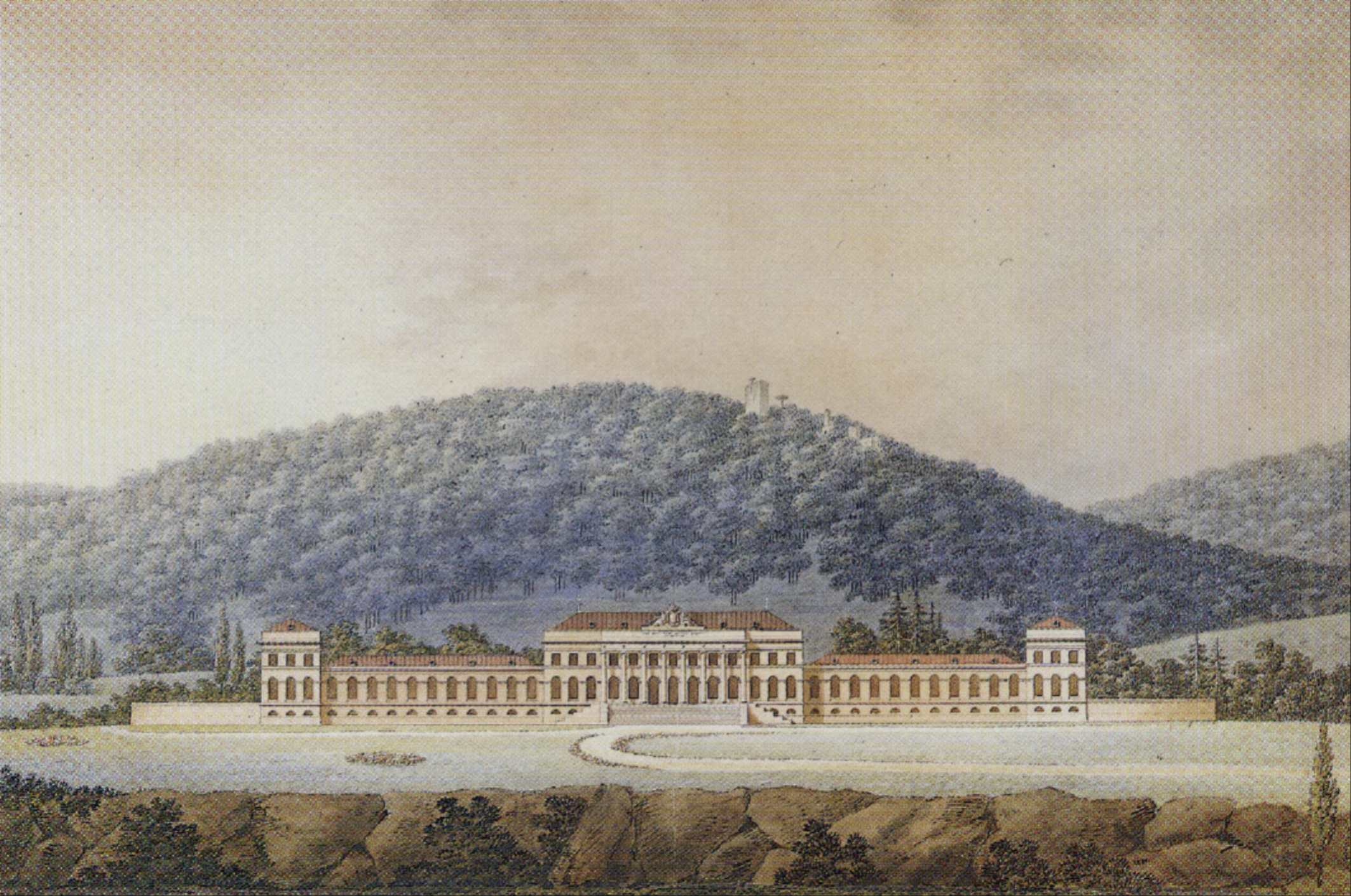
Château de Weilburg (Baden), vers 1820

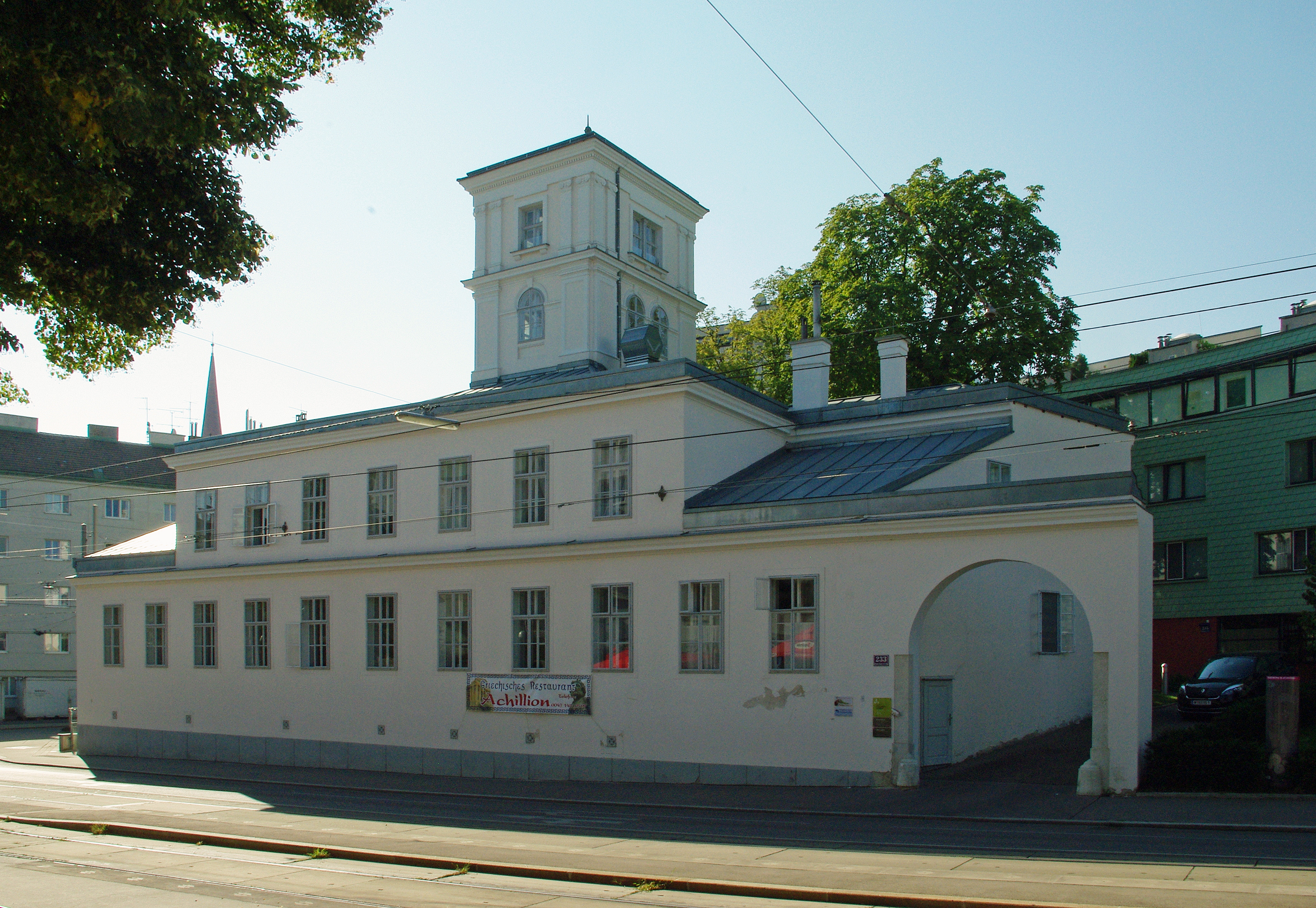

- De nombreuses résidences à Vienne : Kornhäusel-Villa (de)
- Châteaux en Moravie, notamment le château de Lednice (de)
- Husarentempel (de) à Mödling, 1813
- Sauerhof (de) à Baden, 1818-1820
- Theater in der Josefstadt, 1822
- Château de Weilburg (1820-1823)
- Restauration de l'Albertina, 1822
- Stadttempel, Vienne, 1825-1826
- Kornhäuselturm (de), 1825-1827
- Transformation du Schottenstift, 1826-1832
- Agrandissement de l'abbaye de Klosterneuburg, 1834-1842